# Список наград и номинаций игры The Last of Us Part II
The Last of Us Part II (букв. с англ. — «Последние из нас: Часть 2», в официальной русской локализации «Одни из нас: Часть II») — компьютерная игра в жанре приключенческого боевика с элементами survival horror и стелс-экшена от третьего лица, разработанная компанией Naughty Dog и изданная Sony Interactive Entertainment. События игры разворачиваются в постапокалиптических Соединённых Штатах Америки спустя четыре года после окончания The Last of Us (2013) и повествуют о жизни двух девушек: Элли, которая отправляется мстить за убийство близкого человека, и Эбби, вовлечённой в конфликт между солдатами из её ополчения и религиозными фанатиками; со временем судьбы героинь пересекаются. Анонс игры состоялся в декабре 2016 года, после чего она получила несколько наград в преддверии выпуска и ещё одну премию после презентации Naughty Dog на E3 2018.
19 июня 2020 года состоялся релиз игры для PlayStation 4. Согласно показателям агрегатора рецензий Metacritic, The Last of Us Part II получила «всеобщее признание» критиков. У неё был крупнейший запуск среди всех игр 2020 года, в рамках которого она стала самым быстро продаваемым эксклюзивом для PlayStation 4. Проект Naughty Dog одержал победу более чем в 320 номинациях «Игра года», в результате чего, согласно данным нескольких игровых изданий, он смог побить установленный «Ведьмаком 3» (2015) рекорд; впоследствии эти показатели превзошла Elden Ring (2022). Различные игровые обозреватели присудили ей множество побед и даже называли одной из лучших игр своего поколения и одной из величайших компьютерных игр в истории.
На церемонии награждения Video Games Accessibility Awards 2020 The Last of Us Part II получила две премии AbleGamers за предоставление альтернативного или дополнительного способа доступа к игровой информации игрокам, которые не могли получить её через внутриигровые средства. На 38-й церемонии награждения Golden Joystick Awards игра победила во всех шести номинациях с её участием, включая «Лучшую игру года». На Game Awards 2020 она возглавила список номинантов с одиннадцатью номинациями, из которых выиграла семь — наибольшее количество за всю историю церемонии, включая «Игру года». В ответ на последовавшее за этим решением возмущение зрителей ведущий и продюсер церемонии Джефф Кили заявил, что результаты не были сфальсифицированы, а он и другие организаторы не находились под влиянием Naughty Dog; по словам Кили, игра нравилась большому количеству игроков и представителей СМИ, о чём свидетельствует её второе место в номинации «Голос игроков».
На 10-й ежегодной церемонии вручения наград New York Game Awards The Last of Us Part II приняла участие в пяти номинациях, включая «Игру года», однако во всех этих случаях она проиграла Hades. Игра получила 24 номинации на премию Национальной академией обозревателей торговли видеоиграми — наибольшее количество за всю историю церемонии —, и победила в восьми из них; среди этих номинаций были: «Выдающееся приключение по старой франшизе», «Выдающийся драматический актёр в главной роли» (Бэйли и Джонсон) и «Выдающийся драматический актёр во второстепенной роли» (Бейкер). На 17-й церемонии вручения наград British Academy Games Awards игра получила рекордные 13 номинаций, в трёх из которых одержала победу — «Игра года», «Лучшая анимация» и «Лучшая главная роль» — по результатам общественного голосования. Игра получила наибольшее число номинаций на 19-й ежегодной церемонии награждения Game Audio Network Guild Awards: при 15 номинациях она одержала 8 побед. На 24-й ежегодной церемонии награждения D.I.C.E. Awards она победила в двух номинациях из одиннадцати, на 21-й церемонии награждения Game Developers Choice Awards — в одной из шести, а на первой церемонии награждения Global Industry Game Awards — в трёх из тринадцати.

## Награды
| Награда                         | Дата                 | Категория                                                                                | Получатель(и) и номинант(ы)                                                                                      | Результат           | Источник |
| ------------------------------- | -------------------- | ---------------------------------------------------------------------------------------- | --- | ------------------- | -------- |
| Golden Joystick Awards          | 17 ноября 2017 года  | «Самая ожидаемая игра»                                                                   | The Last of Us Part II                                                                                           | Победа              | [ 3 ]    |
| Golden Joystick Awards          | 16 ноября 2018 года  | «Самая ожидаемая игра»                                                                   | The Last of Us Part II                                                                                           | Номинация           | [ 38 ]   |
| Golden Joystick Awards          | 24 ноября 2020 года  | «Игра года»                                                                              | The Last of Us Part II                                                                                           | Победа              | [ 21 ]   |
| Golden Joystick Awards          | 24 ноября 2020 года  | «Игра года для PlayStation»                                                              | The Last of Us Part II                                                                                           | Победа              | [ 21 ]   |
| Golden Joystick Awards          | 24 ноября 2020 года  | «Лучшее звуковое сопровождение»                                                          | The Last of Us Part II                                                                                           | Победа              | [ 21 ]   |
| Golden Joystick Awards          | 24 ноября 2020 года  | «Лучшее повествование»                                                                   | The Last of Us Part II                                                                                           | Победа              | [ 21 ]   |
| Golden Joystick Awards          | 24 ноября 2020 года  | «Лучшее визуальное оформление»                                                           | The Last of Us Part II                                                                                           | Победа              | [ 21 ]   |
| Golden Joystick Awards          | 24 ноября 2020 года  | «Студия года»                                                                            | Naughty Dog | Победа              | [ 21 ]   |
| The Game Awards                 | 7 декабря 2017 года  | «Самая ожидаемая игра»                                                                   | The Last of Us Part II                                                                                           | Победа              | [ 4 ]    |
| The Game Awards                 | 10 декабря 2020 года | «Игра года»                                                                              | The Last of Us Part II                                                                                           | Победа              | [ 23 ]   |
| The Game Awards                 | 10 декабря 2020 года | «Лучшая игровая режиссура»                                                               | The Last of Us Part II                                                                                           | Победа              | [ 23 ]   |
| The Game Awards                 | 10 декабря 2020 года | «Лучшее повествование»                                                                   | Нил Дракманн и Хэлли Гросс                                                                                       | Победа              | [ 23 ]   |
| The Game Awards                 | 10 декабря 2020 года | «Лучшее звуковое оформление»                                                             | The Last of Us Part II                                                                                           | Победа              | [ 23 ]   |
| The Game Awards                 | 10 декабря 2020 года | «Лучшие инновации в сфере доступности»                                                   | The Last of Us Part II                                                                                           | Победа              | [ 23 ]   |
| The Game Awards                 | 10 декабря 2020 года | «Лучшая приключенческая экшен-игра»                                                      | The Last of Us Part II                                                                                           | Победа              | [ 23 ]   |
| The Game Awards                 | 10 декабря 2020 года | «Лучшая актёрская игра»                                                                  | Лора Бэйли в роли Эбби                                                                                           | Победа              | [ 23 ]   |
| The Game Awards                 | 10 декабря 2020 года | «Лучшая актёрская игра»                                                                  | Эшли Джонсон в роли Элли                                                                                         | Номинация           | [ 23 ]   |
| The Game Awards                 | 10 декабря 2020 года | «Лучшее визуальное оформление»                                                           | The Last of Us Part II                                                                                           | Номинация           | [ 23 ]   |
| The Game Awards                 | 10 декабря 2020 года | «Лучший саундтрек»                                                                       | Густаво Сантаолалья и Мак Квейл                                                                                  | Номинация           | [ 23 ]   |
| The Game Awards                 | 10 декабря 2020 года | «Голос игроков»                                                                          | The Last of Us Part II                                                                                           | Второе место        | [ 24 ]   |
| Game Critics Awards             | 2 июля 2018 года     | «Особая награда за графику»                                                              | The Last of Us Part II                                                                                           | Победа              | [ 6 ]    |
| Game Critics Awards             | 2 июля 2018 года     | «Особая награда за звук»                                                                 | The Last of Us Part II                                                                                           | Победа              | [ 6 ]    |
| Titanium Awards                 | 12 декабря 2020 года | «Игра года»                                                                              | The Last of Us Part II                                                                                           | Победа              | [ 39 ]   |
| Titanium Awards                 | 12 декабря 2020 года | «Лучший нарративный дизайн»                                                              | The Last of Us Part II                                                                                           | Победа              | [ 39 ]   |
| Titanium Awards                 | 12 декабря 2020 года | «Лучший саундтрек»                                                                       | The Last of Us Part II                                                                                           | Победа              | [ 39 ]   |
| Titanium Awards                 | 12 декабря 2020 года | «Лучшее визуальное оформление»                                                           | The Last of Us Part II                                                                                           | Номинация           | [ 39 ]   |
| New York Game Awards            | 26 января 2021 года  | Награда «Большое яблоко» за лучшую игру года                                             | The Last of Us Part II                                                                                           | Номинация           | [ 25 ]   |
| New York Game Awards            | 26 января 2021 года  | Награда «Tin Pan Alley» за лучшую музыку                                                 | The Last of Us Part II                                                                                           | Номинация           | [ 25 ]   |
| New York Game Awards            | 26 января 2021 года  | Награда Германа Мелвилла за лучший сценарий                                              | The Last of Us Part II                                                                                           | Номинация           | [ 25 ]   |
| New York Game Awards            | 26 января 2021 года  | Награда «Великий белый путь» за лучшую актёрскую игру                                    | Лора Бэйли в роли Эбби                                                                                           | Номинация           | [ 25 ]   |
| New York Game Awards            | 26 января 2021 года  | Награда «Великий белый путь» за лучшую актёрскую игру                                    | Эшли Джонсон в роли Элли                                                                                         | Номинация           | [ 25 ]   |
| Hollywood Music in Media Awards | 27 января 2021 года  | «Лучшее музыкальное сопровождение — компьютерные игры»                                   | Скотт Ханау, Роб Гудсон и Скотт Шоумэйкер                                                                        | Номинация           | [ 40 ]   |
| Hollywood Music in Media Awards | 27 января 2021 года  | «Лучший саундтрек — компьютерная игра»                                                   | Густаво Сантаолалья и Мак Квейл                                                                                  | Номинация           | [ 40 ]   |
| SXSW Gaming Awards              | 20 марта 2021 года   | «Лучшее повествование»                                                                   | The Last of Us Part II                                                                                           | Победа              | [ 41 ]   |
| SXSW Gaming Awards              | 20 марта 2021 года   | «Игра года»                                                                              | The Last of Us Part II                                                                                           | Номинация           | [ 41 ]   |
| SXSW Gaming Awards              | 20 марта 2021 года   | «Премия культурной инновации Мэттью Крампа»                                              | The Last of Us Part II                                                                                           | Номинация           | [ 41 ]   |
| British Academy Games Awards    | 25 марта 2021 года   | «Игра года»                                                                              | The Last of Us Part II                                                                                           | Победа              | [ 30 ]   |
| British Academy Games Awards    | 25 марта 2021 года   | «Лучшая анимация»                                                                        | The Last of Us Part II                                                                                           | Победа              | [ 30 ]   |
| British Academy Games Awards    | 25 марта 2021 года   | «Лучшая главная роль»                                                                    | Лора Бэйли в роли Эбби                                                                                           | Победа              | [ 30 ]   |
| British Academy Games Awards    | 25 марта 2021 года   | «Лучшая главная роль»                                                                    | Эшли Джонсон в роли Элли                                                                                         | Номинация           | [ 29 ]   |
| British Academy Games Awards    | 25 марта 2021 года   | «Лучшая роль второго плана»                                                              | Трой Бейкер в роли Джоэла                                                                                        | Номинация           | [ 29 ]   |
| British Academy Games Awards    | 25 марта 2021 года   | «Лучшая роль второго плана»                                                              | Джеффри Пирс в роли Томми                                                                                        | Номинация           | [ 29 ]   |
| British Academy Games Awards    | 25 марта 2021 года   | «Лучшая роль второго плана»                                                              | Шеннон Вудворд в роли Дины                                                                                       | Номинация           | [ 29 ]   |
| British Academy Games Awards    | 25 марта 2021 года   | «Лучшая игра»                                                                            | The Last of Us Part II                                                                                           | Номинация           | [ 29 ]   |
| British Academy Games Awards    | 25 марта 2021 года   | «Художественное достижение»                                                              | The Last of Us Part II                                                                                           | Номинация           | [ 29 ]   |
| British Academy Games Awards    | 25 марта 2021 года   | «Достижение в области аудио»                                                             | The Last of Us Part II                                                                                           | Номинация           | [ 29 ]   |
| British Academy Games Awards    | 25 марта 2021 года   | «Лучшая игра за гранью развлечений»                                                      | The Last of Us Part II                                                                                           | Номинация           | [ 29 ]   |
| British Academy Games Awards    | 25 марта 2021 года   | «Лучший игровой дизайн»                                                                  | The Last of Us Part II                                                                                           | Номинация           | [ 29 ]   |
| British Academy Games Awards    | 25 марта 2021 года   | «Лучшая музыка»                                                                          | Густаво Сантаолалья, Мак Квейл, Скотт Ханау                                                                      | Номинация           | [ 29 ]   |
| British Academy Games Awards    | 25 марта 2021 года   | «Технические достижения»                                                                 | The Last of Us Part II                                                                                           | Номинация           | [ 29 ]   |
| Visual Effects Society Awards   | 6 апреля 2021 года   | «Выдающиеся визуальные эффекты в проекте в режиме реального времени»                     | Нил Дракманн, Эбен Кук, Эрик Пангилинан и Джон Суини                                                             | Номинация           | [ 42 ]   |
| GLAAD Media Awards              | 8 апреля 2021 года   | «Выдающаяся видеоигра»                                                                   | The Last of Us Part II                                                                                           | Победа              | [ 43 ]   |
| Deutscher Computerspielpreis    | 13 апреля 2021 года  | «Лучшая международная игра»                                                              | The Last of Us Part II                                                                                           | Победа              | [ 44 ]   |
| Golden Reel Awards              | 16 апреля 2021 года  | «Выдающееся достижение в области редактирования звука – компьютерный кинематограф»       | Шэннон Поттер, Робер Креккел                                                                                     | Победа              | [ 45 ]   |
| Golden Reel Awards              | 16 апреля 2021 года  | «Выдающееся достижение в области редактирования звука – интерактивная компьютерная игра» | Шэннон Поттер, Робер Креккел                                                                                     | Победа              | [ 45 ]   |
| D.I.C.E. Awards                 | 22 апреля 2021 года  | «Выдающиеся достижения в анимации»                                                       | Джереми Йейтс, Альмудена Сориа Санчо и Эрик Болдуин                                                              | Победа              | [ 33 ]   |
| D.I.C.E. Awards                 | 22 апреля 2021 года  | «Выдающиеся достижения в сюжете»                                                         | Нил Дракманн, Хэлли Гросс, Джош Шерр и Райан Джеймс                                                              | Победа              | [ 33 ]   |
| D.I.C.E. Awards                 | 22 апреля 2021 года  | «Игра года»                                                                              | Эван Уэллс, Нил Дракманн, Энтони Ньман и Курт Маргенау                                                           | Номинация           | [ 33 ]   |
| D.I.C.E. Awards                 | 22 апреля 2021 года  | «Приключенческая игра года»                                                              | Эван Уэллс, Нил Дракманн, Энтони Ньман и Курт Маргенау                                                           | Номинация           | [ 33 ]   |
| D.I.C.E. Awards                 | 22 апреля 2021 года  | «Выдающиеся достижения в работе художников»                                              | Эрик Пангилинан и Джон Суини                                                                                     | Номинация           | [ 33 ]   |
| D.I.C.E. Awards                 | 22 апреля 2021 года  | «Выдающиеся достижения в звуковом дизайне»                                               | Роб Крекел, Бо Джименез, Нил Учитель, Джастин Малленс и Джесси Гарсиа                                            | Номинация           | [ 33 ]   |
| D.I.C.E. Awards                 | 22 апреля 2021 года  | «Выдающийся персонаж»                                                                    | Эбби (сыгранная Лорой Бэйли, созданная Нилом Дракманном и Хэлли Гросс при участии Джоша Шерра и Райана Джеймса)  | Номинация           | [ 33 ]   |
| D.I.C.E. Awards                 | 22 апреля 2021 года  | «Выдающийся персонаж»                                                                    | Элли (сыгранная Эшли Джонсон, созданная Нилом Дракманном и Хэлли Гросс при участии Джоша Шерра и Райана Джеймса) | Номинация           | [ 33 ]   |
| D.I.C.E. Awards                 | 22 апреля 2021 года  | «Выдающиеся достижения в игровом дизайне»                                                | Эмилия Шац, Ричард Камбье и Мэттью Галлант                                                                       | Номинация           | [ 33 ]   |
| D.I.C.E. Awards                 | 22 апреля 2021 года  | «Выдающиеся достижения в игровой режиссуре»                                              | Нил Дракманн, Энтони Ньман и Курт Маргенау                                                                       | Номинация           | [ 33 ]   |
| D.I.C.E. Awards                 | 22 апреля 2021 года  | «Выдающиеся технические достижения»                                                      | Сандип Шекар, Винсент Марксен, Джейсон Грегори, Кристиан Джерлинг и Трэвис МакИнтош                              | Номинация           | [ 33 ]   |
| Game Audio Network Guild Awards | 28 апреля 2021 года  | «Звук года»                                                                              | The Last of Us Part II                                                                                           | Победа              | [ 31 ]   |
| Game Audio Network Guild Awards | 28 апреля 2021 года  | «Звуковой дизайн года»                                                                   | The Last of Us Part II                                                                                           | Победа              | [ 31 ]   |
| Game Audio Network Guild Awards | 28 апреля 2021 года  | «Диалоги года»                                                                           | The Last of Us Part II                                                                                           | Победа              | [ 31 ]   |
| Game Audio Network Guild Awards | 28 апреля 2021 года  | «Креативные и технические достижения (звук)»                                             | The Last of Us Part II                                                                                           | Победа              | [ 31 ]   |
| Game Audio Network Guild Awards | 28 апреля 2021 года  | «Лучший актёрский ансамбль»                                                              | The Last of Us Part II                                                                                           | Победа              | [ 31 ]   |
| Game Audio Network Guild Awards | 28 апреля 2021 года  | «Превосходная доступность звука»                                                         | The Last of Us Part II                                                                                           | Победа              | [ 31 ]   |
| Game Audio Network Guild Awards | 28 апреля 2021 года  | «Лучшие публикации о звуке в видеоиграх»                                                 | The Last of Us Part II                                                                                           | Победа              | [ 31 ]   |
| Game Audio Network Guild Awards | 28 апреля 2021 года  | «Лучший микс звука»                                                                      | The Last of Us Part II                                                                                           | Победа              | [ 31 ]   |
| Game Audio Network Guild Awards | 28 апреля 2021 года  | «Креативные и технические достижения (музыка)»                                           | The Last of Us Part II                                                                                           | Номинация           | [ 31 ]   |
| Game Audio Network Guild Awards | 28 апреля 2021 года  | «Лучший саунд-дизайн интерфейса, списка задач или наград»                                | The Last of Us Part II                                                                                           | Номинация           | [ 31 ]   |
| Game Audio Network Guild Awards | 28 апреля 2021 года  | «Лучшие фоли-эффекты»                                                                    | The Last of Us Part II                                                                                           | Номинация           | [ 31 ]   |
| Game Audio Network Guild Awards | 28 апреля 2021 года  | «Лучшая актёрская игра»                                                                  | Лора Бэйли в роли Эбби                                                                                           | Номинация           | [ 31 ]   |
| Game Audio Network Guild Awards | 28 апреля 2021 года  | «Лучшая актёрская игра»                                                                  | Эшли Джонсон в роли Элли                                                                                         | Номинация           | [ 31 ]   |
| Game Audio Network Guild Awards | 28 апреля 2021 года  | «Лучшее необычное исполнение»                                                            | The Last of Us Part II                                                                                           | Номинация           | [ 31 ]   |
| Game Audio Network Guild Awards | 28 апреля 2021 года  | «Лучший звук в роликах и кат-сценах»                                                     | The Last of Us Part II                                                                                           | Номинация           | [ 31 ]   |
| Game Audio Network Guild Awards | 28 апреля 2021 года  | «Лучшее физическое издание саундтрека»                                                   | The Last of Us Part II                                                                                           | Номинация           | [ 31 ]   |
| Webby Awards                    | 18 мая 2021 года     | «Лучшая приключенческая игра»                                                            | The Last of Us Part II                                                                                           | Победа              | [ 46 ]   |
| Webby Awards                    | 18 мая 2021 года     | «Лучший игровой опыт»                                                                    | The Last of Us Part II                                                                                           | Победа              | [ 47 ]   |
| Webby Awards                    | 18 мая 2021 года     | «Лучшие технические достижения»                                                          | The Last of Us Part II                                                                                           | Победа              | [ 47 ]   |
| Webby Awards                    | 18 мая 2021 года     | «Лучшая приключенческая игра (выбор игроков)»                                            | The Last of Us Part II                                                                                           | Победа              | [ 47 ]   |
| Webby Awards                    | 18 мая 2021 года     | «Лучший игровой дизайн (выбор игроков)»                                                  | The Last of Us Part II                                                                                           | Победа              | [ 47 ]   |
| Webby Awards                    | 18 мая 2021 года     | «Лучшая музыка/звук (выбор игроков)»                                                     | The Last of Us Part II                                                                                           | Победа              | [ 47 ]   |
| Webby Awards                    | 18 мая 2021 года     | «Лучший игровой опыт (выбор игроков)»                                                    | The Last of Us Part II                                                                                           | Победа              | [ 47 ]   |
| Webby Awards                    | 18 мая 2021 года     | «Лучшие технические достижения (выбор игроков)»                                          | The Last of Us Part II                                                                                           | Победа              | [ 47 ]   |
| Webby Awards                    | 18 мая 2021 года     | «Лучший игровой дизайн»                                                                  | The Last of Us Part II                                                                                           | Номинация           | [ 47 ]   |
| Webby Awards                    | 18 мая 2021 года     | «Лучшая музыка/звук»                                                                     | The Last of Us Part II                                                                                           | Номинация           | [ 47 ]   |
| Game Developers Choice Awards   | 21 июля 2021 года    | «Лучший нарратив»                                                                        | The Last of Us Part II                                                                                           | Победа              | [ 35 ]   |
| Game Developers Choice Awards   | 21 июля 2021 года    | «Игра года»                                                                              | The Last of Us Part II                                                                                           | Номинация           | [ 35 ]   |
| Game Developers Choice Awards   | 21 июля 2021 года    | «Лучший звук»                                                                            | The Last of Us Part II                                                                                           | Номинация           | [ 35 ]   |
| Game Developers Choice Awards   | 21 июля 2021 года    | «Лучший дизайн»                                                                          | The Last of Us Part II                                                                                           | Номинация           | [ 35 ]   |
| Game Developers Choice Awards   | 21 июля 2021 года    | «Лучшая технология»                                                                      | The Last of Us Part II                                                                                           | Номинация           | [ 35 ]   |
| Game Developers Choice Awards   | 21 июля 2021 года    | «Лучшее визуальное оформление»                                                           | The Last of Us Part II                                                                                           | Номинация           | [ 35 ]   |
| Game Developers Choice Awards   | 21 июля 2021 года    | «Награда за инновацию»                                                                   | The Last of Us Part II                                                                                           | Почётное упоминание | [ 34 ]   |
| Japan Game Awards               | 2 октября 2021 года  | «Награда за выдающиеся достижения»                                                       | The Last of Us Part II                                                                                           | Победа              | [ 48 ]   |
| Hugo Awards                     | 18 декабря 2021 года | «Лучшая компьютерная игра»                                                               | The Last of Us Part II                                                                                           | Номинация           | [ 49 ]   |